# Gabriël Jansen
Gabriël Jansen, Janssens of Jansenius (Brugge of ommeland - Aalst, 16e eeuw) was Zuid-Nederlands leraar in een Latijnse school en auteur van toneelstukken in het Latijn.

## Levensloop
Hij bracht zijn jeugd in het Brugse door en ging in de leer in de school die werd geleid door Willem van Liedekerke. Hij trok nadien naar Aalst en werd er directeur van de Latijnse school. Daarnaast was hij schrijver van Latijnse poëzie en toneelstukken. Hij publiceerde toneelstukken die door zijn scholieren werden opgevoerd. Hij werd er voor geprezen en financieel vergoed door het stadsbestuur van Aalst.
Zijn tragikomedies, die eindigden met een happy end, ontleenden de zangkoren aan de Griekse tragedies en de talrijke personages aan de middeleeuwse mysteriespelen.

## Publicaties
- Regulus, roman, 1627.
- Eenen bouck van diversche comedien ende tragedien, die door de scholieren waren opgevoerd, opgedragen aan de stedelijke overheid van Aalst.
- Tragico-comaediae sacrae quinque, ac très Fabellœ, cum aliqvot Epigrammatibvs, authore Gabriele lansenio, Gent, Gualterus Manilius, 1600, met opdracht aan de magistraat en de inwoners van Aalst.
- Vijf tragikomedies:
  - Monomachia Davidis cum Goliath,
  - Nabal,
  - Judicium Salomoni,
  - Caecus à nativitate,
  - Sanctus Martinus, met niet minder dan 65 personages.
- Drie theaterstukjes:
  - Brusquetus, Galliarum regis,
  - Philippus fatuus sub matre stolida,
  - Nobilis ruralis.
- De epigrammen, grafschriften en oden die hij schreef, getuigen van de vele literaire relaties die hij onderhield.